# Daouda Bamba
Daouda Karamoko Bamba (Dabou, 5 marzo 1995) è un calciatore ivoriano, attaccante svincolato.

## Carriera
Bamba è stato ingaggiato dai norvegesi del Kongsvinger ad agosto 2013. Ha esordito in 1. divisjon in data 17 agosto, subentrando a Magnus Solum nel 3-0 inflitto all'HamKam. Il 24 agosto ha segnato la prima rete, nel pareggio per 1-1 sul campo del Fredrikstad.
Il 29 gennaio 2014 è stato reso noto il suo trasferimento al Kristiansund. Il 6 aprile seguente ha debuttato con questa casacca, schierato titolare nella sconfitta per 3-0 maturata sul campo dell'Alta. Il 1º maggio 2014 ha trovato il primo gol, nel 3-3 arrivato sul campo dello Strømmen.
Ha contribuito alla promozione del club in Eliteserien, arrivata al termine del campionato 2016. Ha giocato la prima partita nella massima divisione locale, impiegato da titolare nello 0-1 arrivato in casa contro il Molde. Il 30 aprile 2017 ha siglato la prima rete in Eliteserien, nel successo per 2-0 sullo Strømsgodset.
Il 30 dicembre 2017 ha rinnovato il contratto che lo legava al Kristiansund, fino al 31 dicembre 2020.
Il 15 agosto 2018 è stato tesserato ufficialmente dal Brann, con cui ha firmato un accordo valido fino al 31 dicembre 2021. Il 19 agosto ha esordito in prima squadra, sostituendo Steffen Lie Skålevik nel 2-0 al Sarpsborg 08. Il 15 settembre ha realizzato la prima rete in squadra, nella vittoria per 1-3 sull'Haugesund.
Il 28 luglio 2021 è stato ingaggiato dai turchi dell'Altay.

## Statistiche

### Presenze e reti nei club
Statistiche aggiornate al 28 luglio 2021.
| Stagione            | Club                | Campionato          | Campionato | Campionato | Coppe nazionali | Coppe nazionali | Coppe nazionali | Coppe continentali | Coppe continentali | Coppe continentali | Supercoppe | Supercoppe | Supercoppe | Totale | Totale |
| Stagione            | Club                | Comp                | Pres       | Reti       | Comp            | Pres            | Reti            | Comp               | Pres               | Reti               | Comp       | Pres       | Reti       | Pres   | Reti   |
| ------------------- | ------------------- | ------------------- | ---------- | ---------- | --------------- | --------------- | --------------- | ------------------ | ------------------ | ------------------ | ---------- | ---------- | ---------- | ------ | ------ |
| ago.-dic. 2013      | Kongsvinger         | 1D                  | 12         | 4          | CN              | -               | -               | -                  | -                  | -                  | -          | -          | -          | 12     | 4      |
| 2014                | Kristiansund        | 1D                  | 26+1       | 4+0        | CN              | 3               | 0               | -                  | -                  | -                  | -          | -          | -          | 30     | 4      |
| 2015                | Kristiansund        | 1D                  | 11+2       | 5+0        | CN              | 0               | 0               | -                  | -                  | -                  | -          | -          | -          | 13     | 5      |
| 2016                | Kristiansund        | 1D                  | 28         | 20         | CN              | 1               | 1               | -                  | -                  | -                  | -          | -          | -          | 29     | 21     |
| 2017                | Kristiansund        | ES                  | 22         | 7          | CN              | 3               | 1               | -                  | -                  | -                  | -          | -          | -          | 25     | 8      |
| gen.-ago. 2018      | Kristiansund        | ES                  | 18         | 7          | CN              | 3               | 0               | -                  | -                  | -                  | -          | -          | -          | 21     | 7      |
| Totale Kristiansund | Totale Kristiansund | Totale Kristiansund | 105+3      | 43+0       |                 | 10              | 2               |                    | -                  | -                  |            | -          | -          | 118    | 45     |
| ago.-dic. 2018      | Brann               | ES                  | 11         | 4          | CN              | -               | -               | -                  | -                  | -                  | -          | -          | -          | 11     | 4      |
| 2019                | Brann               | ES                  | 21         | 7          | CN              | 2               | 0               | UEL                | 2                  | 1                  | -          | -          | -          | 25     | 8      |
| 2020                | Brann               | ES                  | 30         | 10         | -               | -               | -               | -                  | -                  | -                  | -          | -          | -          | 30     | 6      |
| gen.-lug. 2021      | Brann               | ES                  | 14         | 6          | CN              | 1               | 1               | -                  | -                  | -                  | -          | -          | -          | 15     | 7      |
| Totale Brann        | Totale Brann        | Totale Brann        | 76         | 27         |                 | 3               | 1               |                    | 2                  | 1                  |            | -          | -          | 81     | 29     |
| 2021-2022           | Altay               | SL                  | 0          | 0          | CT              | 0               | 0               | -                  | -                  | -                  | -          | -          | -          | 0      | 0      |
| Totale              | Totale              | Totale              | 193+3      | 74+0       |                 | 13              | 3               |                    | 2                  | 1                  |            | -          | -          | 211    | 78     |

## Palmarès

### Club

#### Competizioni nazionali
- 1. divisjon: 1

Kristiansund BK: 2016